# Mont Palandöken
Ne doit pas être confondu avec Palandöken.
Le mont Palandöken est une montagne culminant à 3 174 mètres d'altitude dans le district de Palandöken dans le Nord-Est de la Turquie.
Palandöken est aussi une station de sports d'hiver sur les flancs de la montagne. Elle est située à 7 km du centre d'Erzurum. Elle appartient à trois compagnies de tourisme. La clientèle comprend un grand nombre de Russes.